# Andora na Zimowych Igrzyskach Olimpijskich Młodzieży 2012
Andorę na Zimowych Igrzyskach Olimpijskich Młodzieży 2012, które odbywały się w Innsbrucku reprezentowało 4 zawodników.

## Skład reprezentacji Andory

### Narciarstwo alpejskie
Chłopcy
| Zawodnik           | Konkurencja     | Wyniki       | Wyniki       | Wyniki       | Wyniki       |
| Zawodnik           | Konkurencja     | Runda 1      | Runda 2      | Razem        | Miejsce      |
| ------------------ | --------------- | ------------ | ------------ | ------------ | ------------ |
| Joan Verdú Sánchez | Slalom          | 41.27        | 40.06        | 1:21.33      | 8.           |
| Joan Verdú Sánchez | Slalom gigant   | Nie ukończył | Nie ukończył | Nie ukończył | Nie ukończył |
| Joan Verdú Sánchez | Supergigant     |              |              | 1:04.65      |              |
| Joan Verdú Sánchez | Superkombinacja | 1:04.58      | Nie ukończył | Nie ukończył | Nie ukończył |

Dziewczęta
| Zawodniczka   | Konkurencja     | Wyniki            | Wyniki            | Wyniki            | Wyniki            |
| Zawodniczka   | Konkurencja     | Runda 1           | Runda 2           | Razem             | Miejsce           |
| ------------- | --------------- | ----------------- | ----------------- | ----------------- | ----------------- |
| Sara Ramentol | Slalom          | Nie ukończyła     | Nie ukończyła     | Nie ukończyła     | Nie ukończyła     |
| Sara Ramentol | Slalom gigant   | Zdyskwalifikowana | Zdyskwalifikowana | Zdyskwalifikowana | Zdyskwalifikowana |
| Sara Ramentol | Supergigant     |                   |                   | 1:07.96           | 16.               |
| Sara Ramentol | Superkombinacja | 1:08.53           | 40.75             | 1:49.28           | 21.               |

### Narciarstwo dowolne
Chłopcy
| Zawodnik           | Konkurencja | Kwalifikacje | Kwalifikacje | Finał         | Finał         |
| Zawodnik           | Konkurencja | Punkty       | Miejsce      | Punkty        | Miejsce       |
| ------------------ | ----------- | ------------ | ------------ | ------------- | ------------- |
| Ian Serra Carrillo | Halfpipe    | 40.50        | 13           | Nie awansował | Nie awansował |

### Snowboard
Dziewczęta
| Zawodniczka   | Konkurencja | Kwalifikacje     | Kwalifikacje     | Kwalifikacje     | Finał            | Finał            | Finał            |
| Zawodniczka   | Konkurencja | Zjazd 1          | Zjazd 2          | Miejsce          | Zjazd 1          | Zjazd 2          | Miejsce          |
| ------------- | ----------- | ---------------- | ---------------- | ---------------- | ---------------- | ---------------- | ---------------- |
| Maeva Estevez | Halfpipe    | 15.00            | 11.75            | 14               | Nie awansowała   | Nie awansowała   | Nie awansowała   |
| Maeva Estevez | Slopestyle  | Nie wystartowała | Nie wystartowała | Nie wystartowała | Nie wystartowała | Nie wystartowała | Nie wystartowała |